# Anthidiellum rubellum
Anthidiellum rubellum är en biart som först beskrevs av Heinrich Friese 1917.  Anthidiellum rubellum ingår i släktet Anthidiellum och familjen buksamlarbin. Inga underarter finns listade i Catalogue of Life.